# II liga polska w hokeju na lodzie
II liga polska w hokeju na lodzie – trzecia w hierarchii klasa męskich ligowych rozgrywek hokeja na lodzie w Polsce (III poziom ligowy). Zmagania w jej ramach toczą się cyklicznie, systemem kołowym i przeznaczone są dla polskich drużyn klubowych. Jej triumfator uzyskuje prawo gry o awans do I ligi polskiej.

## Historia
W przeszłości w latach 50. i 60. XX wieku w Polsce funkcjonowały okręgowe ligi wojewódzkie, których zwycięzca (po barażach) awansował do ówczesnej II ligi (np. katowicka, kielecka, krakowska, rzeszowska, wrocławska). W późniejszych latach system rozgrywek zmieniał się - została utworzona strefowa (regionalna) III liga. Pierwotnie trzecia w hierarchii klasa rozgrywkowa w hokeju na lodzie w Polsce istniała do 1980 r. jako III liga. Podczas obrad PZHL 6 czerwca 1988 postulowano w razie potrzeby przywrócenie rozgrywek III ligi od sezonu 1989/90.
W połowie 2011 r. rozgrywki na tym poziomie zostały przywrócone - na bazie Wielkopolskiej Ligi Hokejowej i zorganizowane pod auspicjami Polskiego Związku Hokeja na Lodzie. Tym samym sezon 2011/12 był reaktywacją po 31 latach trzeciego szczebla rozgrywek w Polsce (po Ekstralidze i I lidze). Reaktywacja rozgrywek nastąpiła w drodze przyjęcia do struktur PZHL dotychczasowych lig amatorskich. W sierpniu 2012 r. powstała Komisja ds. Hokeja Amatorskiego przy PZHL. W rozgrywkach występują zawodnicy amatorscy, jednak także kilku byłych zawodowych graczy, np. Artur Ślusarczyk, Tomasz Proszkiewicz, Ryszard Zdunek, Bartłomiej Wróbel. W sezonie 2013/14 po sezonie zasadniczym turniej finałowy wygrał zespół MH Automatyka Dragons. W edycji 2014/15 II ligę wygrała drużyna SKH Mad Dogs Sopot, która pokonała w finale TMH Żółwie Piła. W finale sezonu 2015/16 zwyciężyli Niespełnieni Oświęcim po triumfie nad ŁKH Łódź. W kolejnym sezonie 2016/17 ponownie stworzono trzy grupy w strukturze ligi (północna, północno-wschodnia i południowa), a do edycji zostało zgłoszonych 18 drużyn. Mistrzem w 2017 r. został 1928 KTH Krynica. W 2018 r. wygrała drużyna Gazda Team Nowy Targ. W 2019 r. zwyciężył KS Hockey Oświęcim. W edycji 2019/20 turniej finałowy, z uwagi na pandemię COVID-19, został przełożony na wrzesień 2020 r., a triumfowała w nim Infinitas KH KTH. W następnej edycji II ligi, w kwietniu 2021 r. ta drużyna obroniła tytuł.

## Triumfatorzy
(Opracowano na podstawie materiału źródłowego:)
| - 1967: Baildon Katowice II - 1968: Zagłębie Sosnowiec - 1969: Fortuna Wyry - 1970: Dolmel Wrocław - 1971: Podhale Nowy Targ II - 1972: Polonia Bytom - 1973: Górnik Jastrzębie - 1974: - 1975: Fortuna Wyry - 1976: Elektro Łaziska Górne - 1977: - 1978: - 1979: GKS Jastrzębie - 1980: Stilon Gorzów Wielkopolski |  | - 2012: PTH Poznań - 2013: KKH Kaszowski Krynica - 2014: MH Automatyka Dragons Gdańsk - 2015: SKH Mad Dogs Sopot - 2016: Niespełnieni Oświęcim - 2017: 1928 KTH Krynica - 2018: Gazda Team Nowy Targ - 2019: KS Hockey Oświęcim - 2020: Infinitas KH KTH Krynica - 2021: Infinitas KH KTH Krynica |